# Jeszenszky János
Nagyjeszeni Jeszenszky János (latinul Jesenius vagy Jessenius) (Boroszló, 1566. december 27. – Prága, 1621. június 21.) orvosprofesszor, a wittenbergi és prágai egyetem rektora, II. Rudolf és II. Mátyás német-római császár udvari orvosa, filozófus, politikus, a Jeszenszky család talán leghíresebb sarja.

## Származása
Magyarországi nemesi családból származott. Apja, nagyjeszeni Jeszenszky Boldizsár szolgabíró állítólag a törököktől való félelmében vándorolt ki Turóc vármegyéből Boroszlóba. 1566-ban itt született fia, János.

## Orvosi pályája

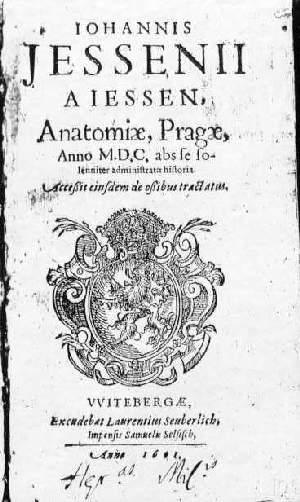
Anatomiae Pragae 1600. (megjelent: Wittenberg, 1601)

Első iskoláit a helyi Szent Erzsébet gimnáziumban végezte, majd 1583-ban 17 évesen beiratkozott a wittenbergi egyetem orvosi karára. Ezután Lipcsébe ment, ahol Georg Walther vezetése mellett orvostudományt és filozófiát tanult. Itt írta A lélek halhatatlanságáról című értekezését. 1588-ban beiratkozik a páduai egyetem orvosi karára. 1591-ben visszatért Boroszlóba, ahol orvosként praktizált. 1594-ben Frigyes Vilmos szász választófejedelem kinevezi a wittenbergi egyetem sebészeti, majd anatómia professzorává. 1595-ben, Boroszlóban feleségül vette Fels Máriát (latinosan Felsia).
Csakhamar a wittenbergi orvosi kar tanára, majd 1597-ben az egyetem rektora, Frigyes Vilmos herceg, szász kormányzó udvari orvosa és II. Keresztély trónörökös udvari tanítója lett. Wittenbergi évei alatt tíz nyilvános boncolást, anatómiát tartott. 1599-ben ő boncolt először nyilvánosan női holttestet (egy házasságtörés miatt kivégzett nő tetemét), amin sokan felháborodtak.
1600. június 7-én, Európában elsőként, ő végzett először, nagy érdeklődéssel kísért, négynapos, nyilvános boncolást Prágában egy akasztással kivégzett férfi holttestén.
1602-ben már II. Rudolf német-római császár kedvelt udvari orvosa, Tycho Brahe udvari csillagász és Kepler udvari matematikus barátja volt. Megműtötte a híres prágai csodarabbi, Löw unokáját Mirjamot, annak ellenére, hogy keresztény orvosnak tilos volt zsidókat gyógyítani. Ott volt a császár halálos ágyánál is (1612. január 20.). Ő végezte a boncolást és a test bebalzsamozását.

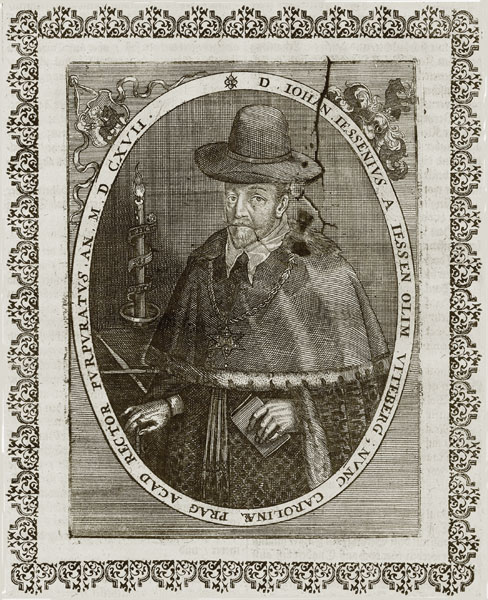
Rektorrá választása alkalmából készült portré (1617)

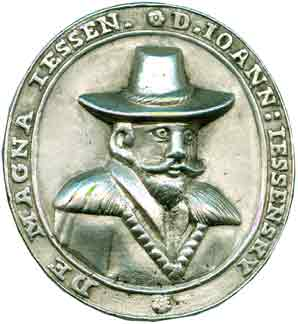
Emlékérem rektorrá választása alkalmából (1618)

Az új császár II. Mátyás is udvari orvosává fogadta. Bécsbe költözött feleségével, aki azonban nemsokára meghalt. Sopronban, az evangélikus templomban temették el. 1615-ben elbocsátását kérte az udvari orvosi szolgálatból. Visszaköltözött Prágába. Andreas Vesalius írásai nyomán azzal kísérletezett, hogy a lefejezettek fejének visszahelyezésével hogyan lehetne újraéleszteni az embert. Nem ért el eredményeket. 1617 őszén a prágai Károly Egyetem rektorává választották.

## Diplomáciai szolgálata
1618-ban a cseh rendek követként Pozsonyba küldték, hogy mint magyar nemes, szólaljon fel a magyar országgyűlésben, és bírja rá a magyar nemeseket, hogy szövetkezzenek a csehekkel a protestánsok vallásszabadságának védelme érdekében. Ott azonban Forgách Zsigmond palatinus elfogatja, bebörtönzi, majd Bécsbe viteti. Innen csak félévi raboskodás után szabadult, miután megígérte, hogy nem fog a császári ház ellen működni.
1620 júniusában tagja volt annak a cseh küldöttségnek, mely a besztercebányai országgyűlésben Bethlen Gábor erdélyi fejedelem katonai segítségét kérte a császári csapatokkal szemben.

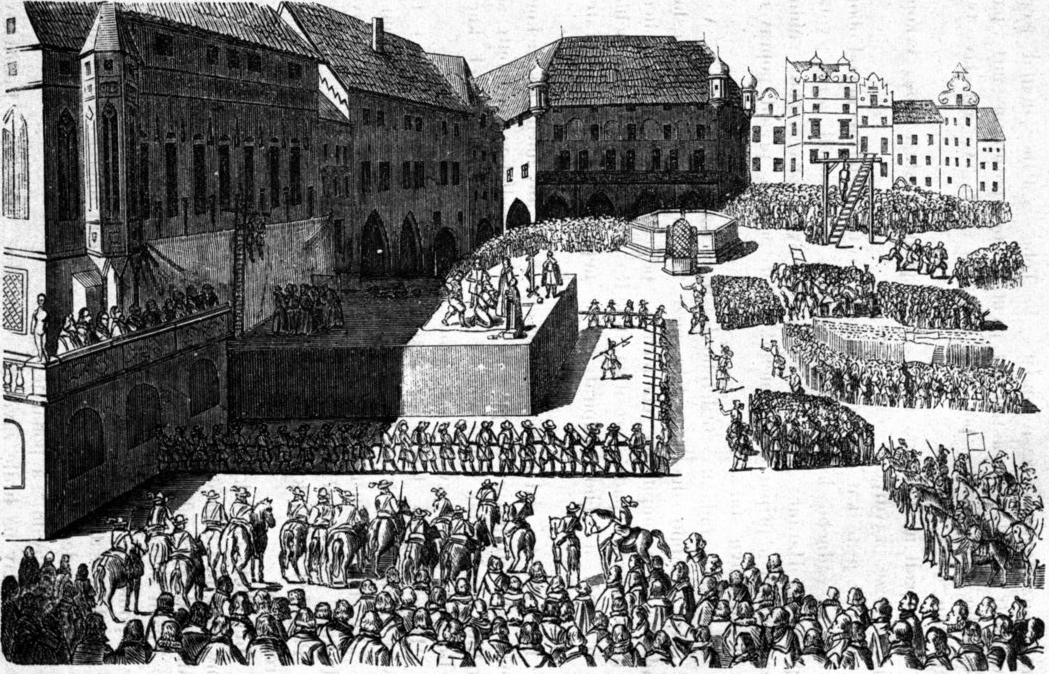
Kivégzése Prága főterén

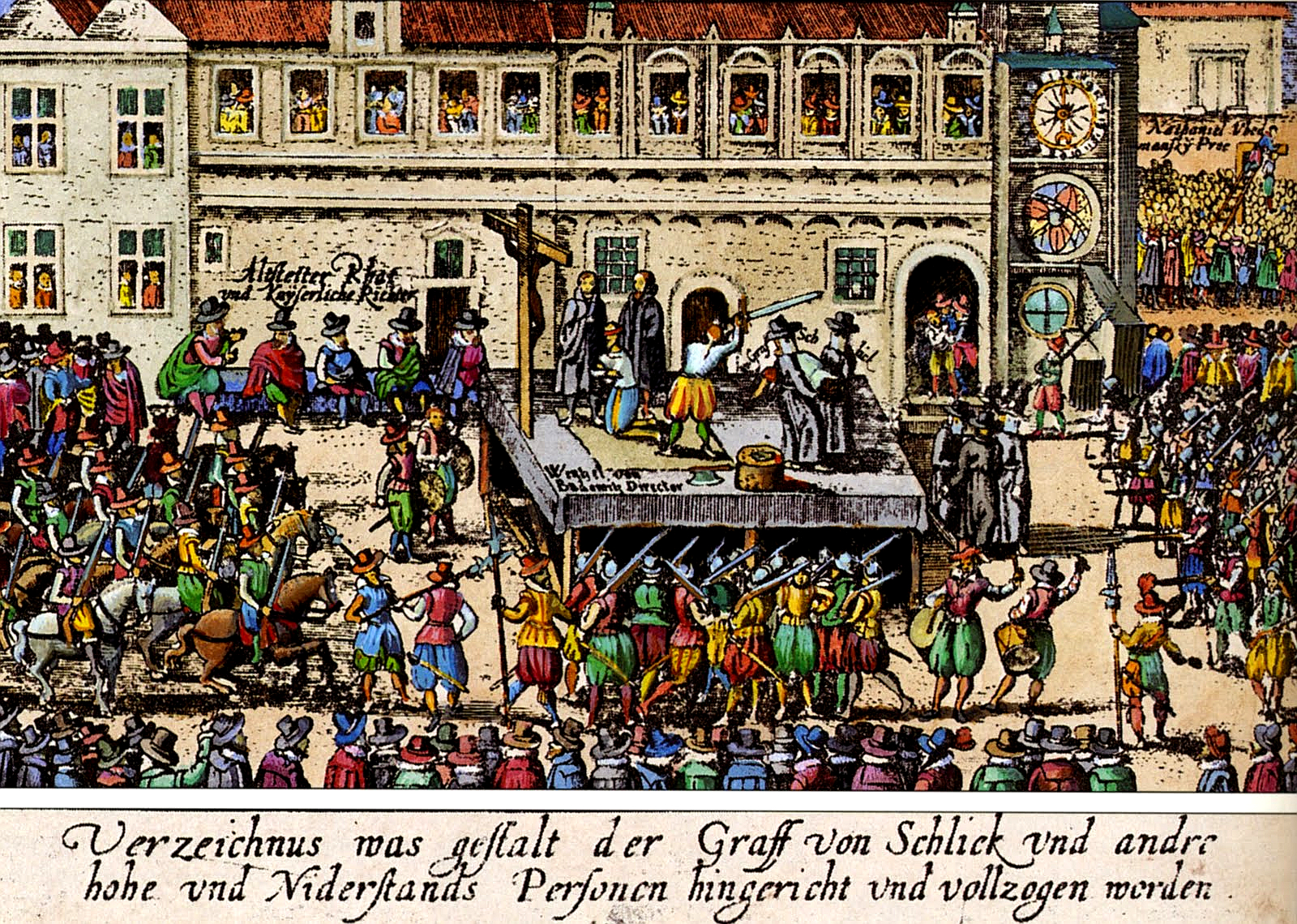
Kivégzése Prága főterén

## Halála
A csehek 1620. november 8-ai vesztes fehérhegyi csatája után a Prágába benyomuló császáriak utasítására a protestáns vezetőkkel együtt letartóztatták, majd bírósági tárgyalás után felségárulás címén tömeges kivégzés során Prága főterén (Staroměstské náměstí) 1621. június 21-én, 55 éves korában lefejezték.
Korábban, még bécsi cellája falán IMMMM feliratot találtak, mely felkeltette a császár érdeklődését, aki két megfejtését is adta: Imperator Matthias Mense Martio Morietur (Mátyás császár március havában meghal) és Iesseni Mentiris, Mala Morte Morieris (Jesenius hazudsz, gonosz halállal halsz meg). Mindkét megfejtés beigazolódott: a császár 1619. március 20-án meghal, őt pedig 1621. június 21-én Prágában kivégezték.
A császár, akinek háziorvosa volt, a bíróság ítéletét egyhónapnyi gondolkodás után „enyhítette”. E szerint a nyelvét nem kitépték, csupán levágták; a felnégyelést pedig csak a lefejezés után hajtották végre. A kivégzés érdekessége még, hogy a Mydlář nevű hóhér a barátja volt, aki nyilvános boncolásaihoz a holttesteket szállította, és segédkezett is a boncolások során. Jessenius koponyáját elrettentésként tíz éven át tartották a Károly híd tornyára kitűzve. Tisztelői csak ezután temethették el a prágai Óváros főterén álló Týn-templomba (Týnsky chrám), ahol barátja, Tycho Brahe is nyugodott.
Mindig szerette Magyarországot. Magát „eques hungarus”-nak (magyar lovag) vagy „Johannes Jesenius de Magna Jesen”-nek (nagyjeszeni Jeszenszky János) nevezte.
Számos orvosi, filozófiai, vallásbölcseleti és történeti munkát írt.

## Emléke

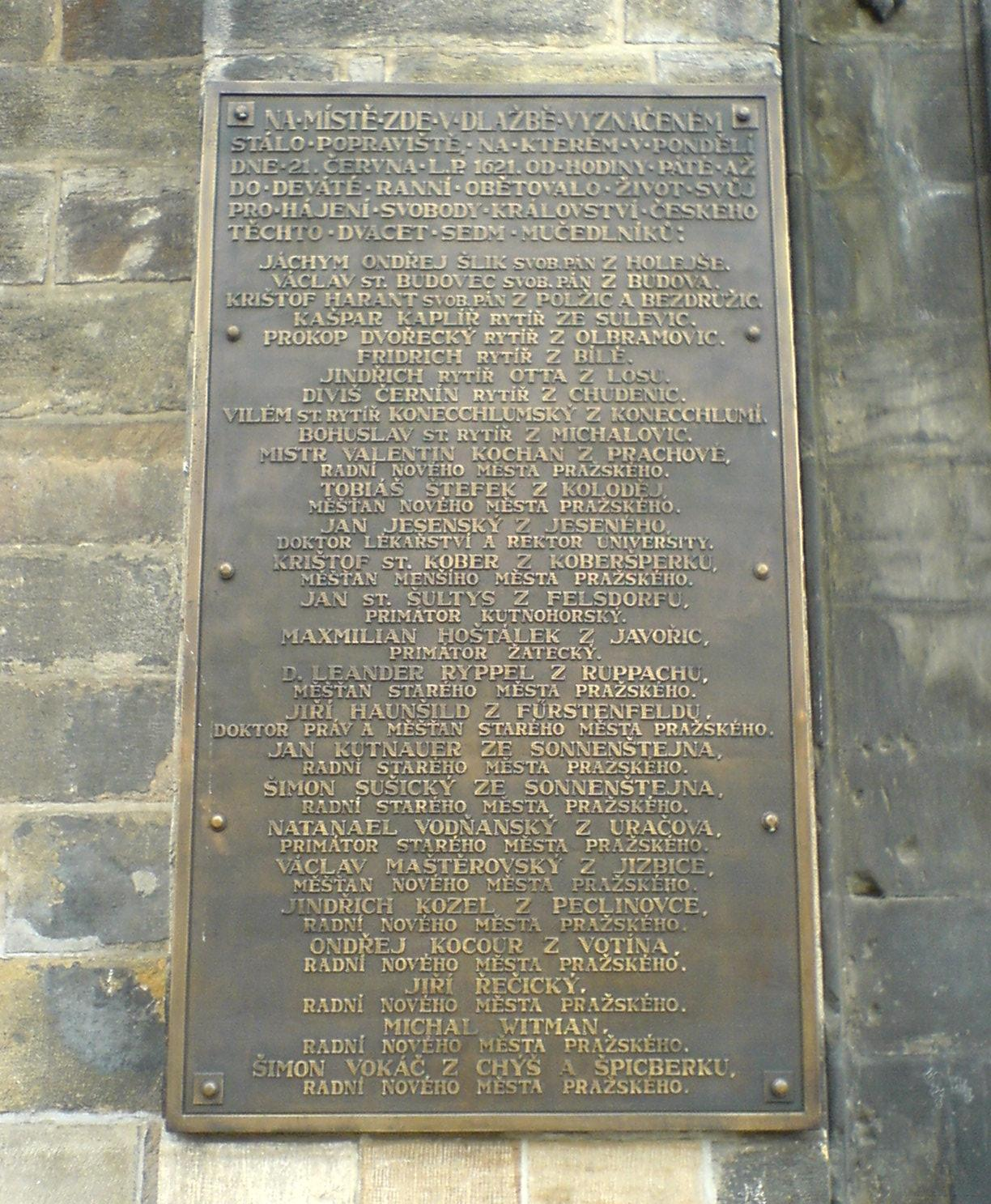
Emléktáblája a kivégzés helyszínén

- Róla neveztek el egy 1984-ben felfedezett kisbolygót: 11830 Jessenius (1984 JE)
- Nevét Prágában utca őrzi.
- Karlovy Varyban szállodát neveztek el róla.
- A Szlovák Tudományos Akadémia aranyérme az ő nevét viseli.
- A Pozsonyi Comenius Egyetem Turócszentmártonban működő Orvosi Karát róla nevezték el.
- A nyitrai radiológiai diagnosztikai központ névadója.[1]
- Róla nevezték el a Budapest-Prága között közlekedő Jeszenszky János EuroCity vonatot.
- Ő a névadója a budapesti Tudomány és Hit Jesenius Központjának.

## Művei
- Anatomiae, Pragae anno 1600 abs se solenniter administratae historia. Wite[n]bergae 1601.
  - cseh kiadás: Bohdany Divišové: Jan Jessenius z Jasené: Průběh pitvy jím slavnostně provedené v Praze L.P. MDC, k níž byl přičleněn Traktát o kostech. Karolinum, Praha 2004. ISBN 80-246-0922-3
- De Ossibus Tractatus. Wite[n]bergae 1601. Online
  - szlovák kiadás: Františka Šimona: Traktát o kostiach. Osveta, Martin 1981.
- De vita et morte Tycho Brahe oratio funebris. Pragae 1601.
- Institutiones Chirurgicae quibus universa manu medendi ratio ostenditur. Wite[n]bergae 1601. (mit Beiträgen von: Melchior Ioestelius, Adam Theodor Siberus, Daniel Sennert, Ambrosius Gertnerus u. Jacob Typotius).
  - német kiadás: Anweisung zur Wund-Artznei, in welcher alle u. jede Art u. Weise durch die chirurgischen Handgriffe zu heilen gewiesen werden. Nürnberg 1674.
- De anima et corpore universi. Pragae 1605.
- De sanguine vena secta demisso judicium. Pragae 1608. Nové vydání s připojeným komentářem: D. Johannis a Jessen Equ. Hung. de Sanguine, Vena Secta, dimisso Judicium, Notis et Castigationibus ad hodierna et vera Artis medicae principia accomodatum a Jacobo Pancratio Brunone. Norimbergae 1668.
- Ján Jessenius O krvi. Univerzita P. J. Šafárika v Košiciach, 2007. Slovenský překlad s latinským textem.
- De generationis et vitae humanae periodis. 1610
- Divorum imperatorum … Ferdinandi I. et Maximiliani II. progenies augusta. Francofurtum 1613.
- Matthiae Austriaci coronatio in regem Hungariae. [Hannover 1613].
- Ad Regni Boemiae, Simulque Coniunctarum, Faederatarum Provinciarum, Marchionatus Moraviae, Ducatus Silesiae, & Marchionatus Lusatiae, Inclitos Ordines: De Restauranda Antiquissima Pragensi Academia, Rectoris Jessenii … Exhortatio. Congregatis Pragae, Mense Augusto, Anni MDCXIX. exhibita. (= németül: An deß Königreichs Böheimb/ unnd derselben incorporirten Landen/ alß Marggraffthumbs Mährern/ Hertzogthumbs Schlesien/ Marggraffsthumbs Laußnitzs/ löbliche Stände, wegen erneuerung/ der Uhralten Pragrischen Universitet, vermanung/ Von deroselben Rectorn Doct. Jessenio, neben seinen Collegen, bey derer versammlung, zu Prag, im August Monat, deß 1619. Jahr/ ubergeben.) Pragae 1619.
- Legationis in regiis Ungaror. comitiis proximis, nomine evangelicorum regni Boehmiae ordinum, a Jessenio … obitae, Renunciatio. Pragae 1619.
  - német kiadás: Ablegung der Legation, Auff den letztgehaltenen Königlichen Reichstag, in Ungarn, im Namen der Evangelischen Stände deß Königreichs Böheim / Von Doct. Jessen verrichtet … Erstlich in Lateinischer Sprach zu Prag getruckt, Nun aber in Hochteutsch … verdolmetschet. 1619
- Oratio parresiastica, qua auxilia a rege et ordinibus Ungariae petuntur, habita Neo-Solii in comitiis. Saragossa 1621.

## Irodalom

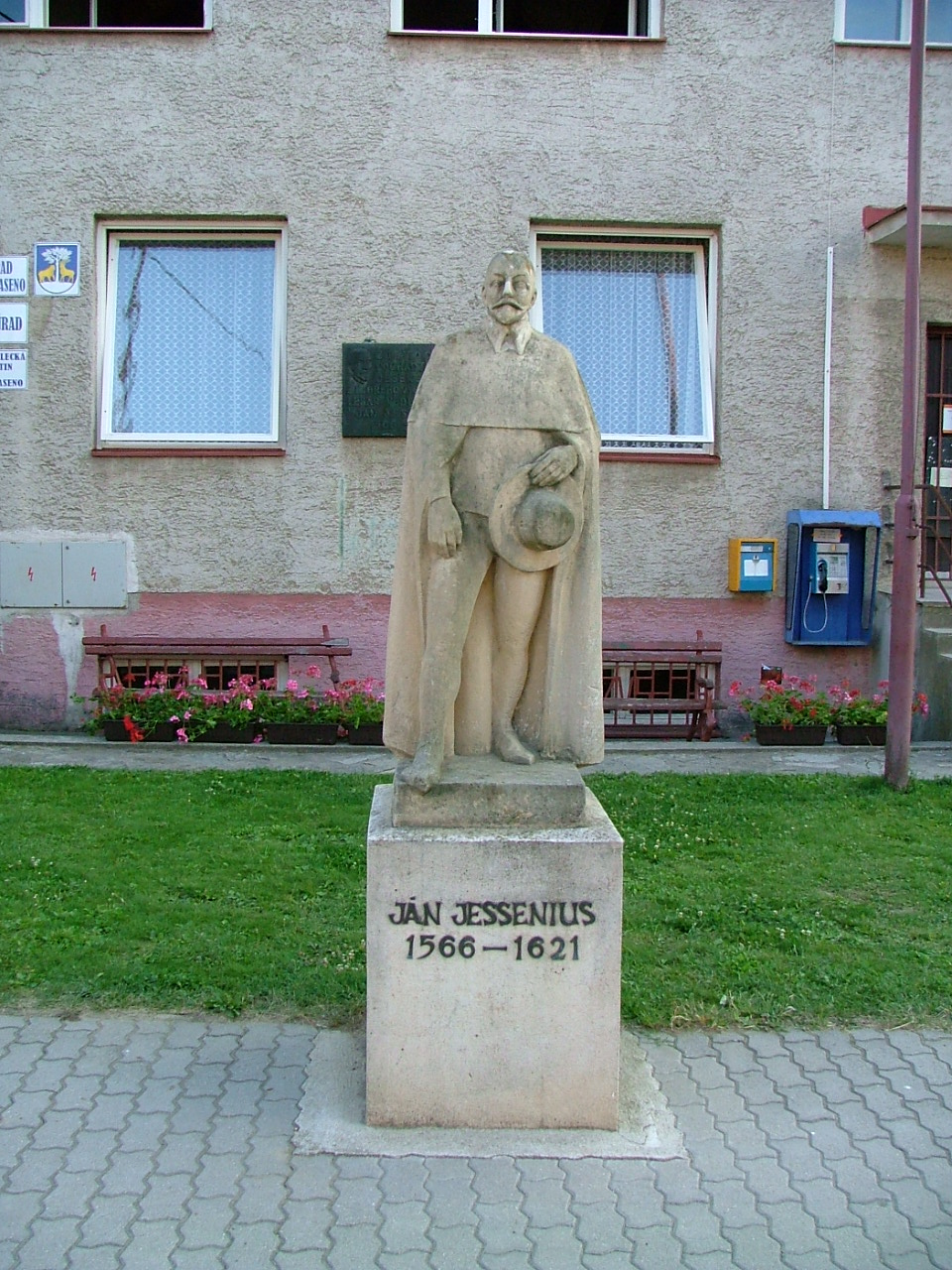
Szobra Nagyjeszen főterén